# Il poliziotto della brigata criminale
Il poliziotto della brigata criminale (Peur sur la ville) è un film del 1975 diretto da Henri Verneuil.
La pellicola ha per protagonisti Jean-Paul Belmondo, Adalberto Maria Merli e Charles Denner.

## Trama
Il commissario Jean Letellier dirige la brigata criminale della polizia parigina. Poliziotto dai metodi spicci e con il grilletto facile, da tempo è alla ricerca di un criminale, Marcucci, suo acerrimo nemico personale: quest'ultimo, mesi prima, nel corso di una rapina ad una banca, era riuscito a fuggire dopo aver ucciso un collega del commissario ed un passante durante un inseguimento in auto con un violento conflitto a fuoco; ciò era costato a Letellier l'estromissione dalla squadra antigang che allora dirigeva.
Mentre sta setacciando un bar alla ricerca di Marcucci, Letellier ne incastra il titolare dopo aver scoperto che quest'ultimo utilizza la propria cantina come ricovero a pagamento di una quarantina di immigrati clandestini, e lo costringe a collaborare: non appena il bandito si farà rivedere da quelle parti, il titolare avvertirà la polizia. Subito dopo, Letellier deve indagare su uno strano delitto: una donna, Norah Elmer, è volata giù dal balcone del suo appartamento dopo aver ricevuto minacce telefoniche da uno psicopatico. L'uomo, che si fa chiamare Minosse (con riferimento all'Inferno della Divina Commedia di Dante), è un folle che dichiara di voler giustiziare tutte quelle donne che, a suo giudizio, conducono una vita al di fuori della morale. Preso come è dalla smania di catturare Marcucci, Letellier, di malavoglia, è costretto a indagare sul caso. Le prime ricerche lo portano a un ex amante della Elmer, Julio Cortes, che egli arresta dopo aver scoperto che è un trafficante di droga.
Minosse, nel frattempo, si introduce in casa di un'altra donna e fa così la sua seconda vittima. Letellier riesce a sorprenderlo sul posto e lo insegue dapprima sui tetti, poi in strada, con il folle su una moto ed il commissario su un'auto civetta. Proprio in quel momento un'altra pattuglia avvisa Letellier di aver rintracciato Marcucci e che lo sta pedinando. Il commissario non vuole lasciarsi sfuggire l'occasione di regolare i conti con il suo vecchio nemico: desiste dall'inseguire Minosse e si fionda alla ricerca di Marcucci intercettandolo all'interno della metropolitana. Si aggrappa quindi sul tetto di un convoglio nel quale si trova il bandito e si intrufola all'interno mentre il treno, per un ordine impartito dallo stesso Letellier ai dirigenti della metropolitana, inizia a saltare le fermate impedendo così a Marcucci di fuggire. Ne deriva un violento conflitto a fuoco: alla fine il bandito, colpito dai proiettili di Letellier, cade dal treno e muore stritolato sotto le ruote di un altro convoglio.
Letellier è al settimo cielo per aver eliminato il suo nemico: ignora gli accesi rimproveri del suo superiore per aver lasciato scappare Minosse, ed anzi gli chiede di essere esonerato dalle indagini, ma il capo gli intima di proseguire. La terza vittima designata di Minosse è l'infermiera di un ospedale cittadino, che ha anche una relazione con uno dei primari del nosocomio. Letellier la mette sotto protezione ma Minosse, con un trucco, riesce a farla accorrere in ospedale per una falsa emergenza e la strangola negli spogliatoi.
A questo punto Letellier ha ormai un conto da regolare anche con Minosse, e intensifica le ricerche. Quasi per caso riesce a identificare l'assassino grazie ai frammenti di un occhio di vetro perso da quest'ultimo durante l'inseguimento sui tetti: si tratta di un infermiere dello stesso ospedale, Pierre Valdec, ovviamente cieco a un occhio, che ha selezionato le sue vittime fra le pazienti ricoverate e le sue colleghe. Valdec, scoperto, dopo aver quasi causato una strage lanciando una bomba a mano all'ingresso di un cinema che proiettava un film erotico, si barrica nella casa della pornoattrice protagonista, già da lui designata come la sua prossima vittima, tenendola in ostaggio con tutta la sua famiglia. Innescato un ordigno esplosivo con un timer, vuole un'auto ed un aereo per fuggire.
Letellier, appeso a un cavo da un elicottero, si introduce in modo spettacolare attraverso una finestra all'interno dell'appartamento, sorprendendo un ignaro Valdec trattenuto al telefono da un messaggio preregistrato dello stesso Letellier. Dopo una violenta colluttazione, riesce a renderlo inoffensivo e lo arresta.

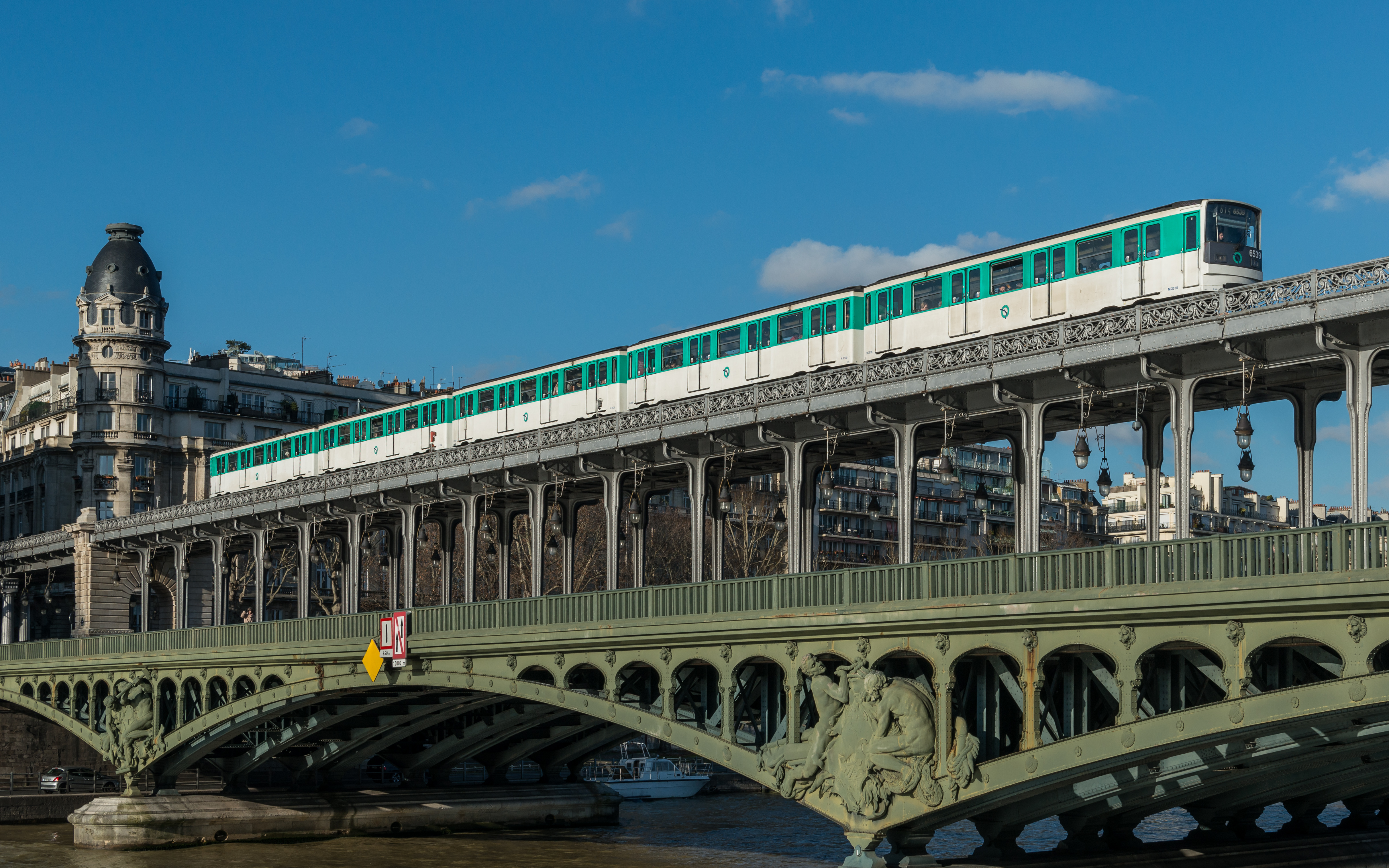
Ponte sul quale si gira la scena dove Letellier insegue sopra il metrò il bandito.

## Critica
(Leo Pestelli)
(Achille Valdata)